# Irish Travellers

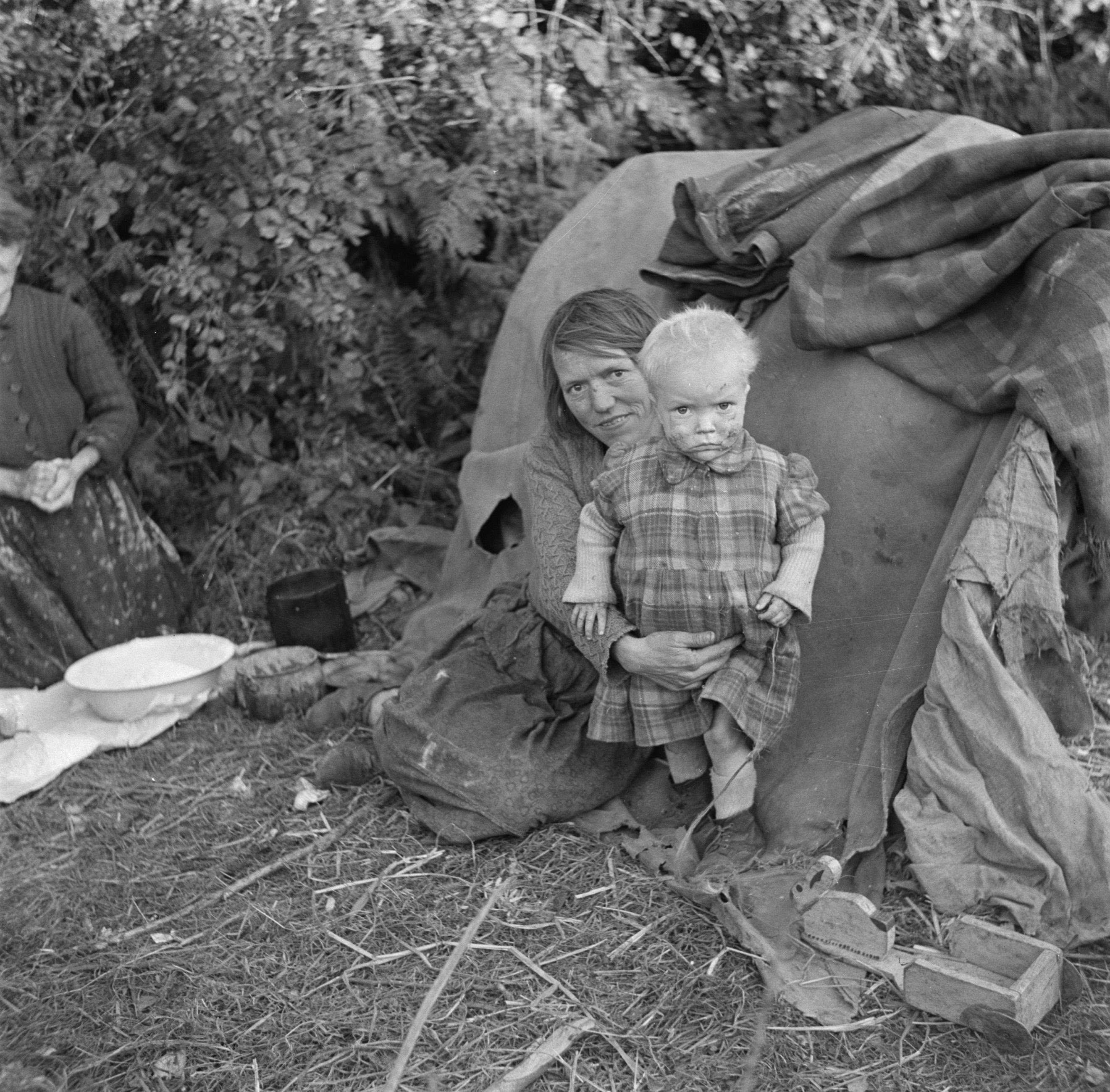
Podróżnicy irlandzcy w 1930

Irish Travellers (też Pavee; irl. an lucht siúil) – koczownicza grupa etniczna pochodzenia irlandzkiego, posiadająca odrębny język oraz kulturę. Podróżnicy żyją głównie w Irlandii, Wielkiej Brytanii i Stanach Zjednoczonych.
Według Głównego Urzędu Statystycznego Irlandii (CSO) w 2011 liczba osób określających się jako Irish Travellers wynosiła 29 573. Szacuje się, że liczba Irish Travellers w Irlandii Północnej wynosi około 1500 osób oraz około 10 000 w Stanach Zjednoczonych.
Irish Travellers mają swój własny język zwany shelta lub potocznie cant albo gamon. Posiadają również pewne wspólne cechy łączące je z innymi nomadycznymi grupami (np. z Romami), którymi są koczownicze tradycje i związany z nimi styl życia, kultura oraz wartości. Posiadają także swoją historię ostracyzmu, prześladowania i odrzucenia społecznego.